# Metallbalgspeicher
Metallbalgspeicher sind technisch hochwertige, neue Bauarten von wartungsfreien  Hydrospeichern.
Bei dieser Bauform besteht die Membrane nicht aus einem Elastomer oder einem Kunststoff, sondern aus einer Metallmembran.
Man unterscheidet zwei Bauarten von Metallbalgspeichern:
Membranbalgspeicher (engl.: metal bellows) geschweißte Membranpaare und
Wellbalgspeicher (engl.: corrugated bellows) umgeformte Wellrohre
Metallbalgspeicher können als Wellbalg oder als geschweißter Membranbalg ausgeführt sein. Metallbälge werden in der Regel aus Edelstahl hergestellt. Die Vorteile sind höchste Gasdichtheit und somit Wartungsfreiheit bei Einsatztemperaturen bis 200 °C oder auch höher. Metallbalgspeicher werden heute vor allem in der Luftfahrt, im Pumpenbau und im Großdieselmotorenbau angewendet. Wie alle Hydrospeicher werden Metallbalgspeicher jedoch auch in hydraulischen Anlagen, in der Prozesstechnik, im Bereich Öl und Gas sowie in mobilen Anlagen und Geräten eingesetzt.
Metallbalgspeicher sind gasgefüllte Druckgeräte und unterliegen, zum Beispiel in Europa, der Druckgeräterichtlinie Richtlinie 2014/68/EU über Druckgeräte.
Die zwei Konstruktionsarten erlauben vielseitige Einsatz- und Anwendungsmöglichkeiten, wie beispielsweise
- Energiespeicherung
- Druckstoßdämpfung
- Leckverlustkompensation
- Pulsationsdämpfung als Schwingungsdämpfer an Verdrängerpumpen und Motoren
- Überbrückung der Reaktionszeit bei Pumpen mit variabler Fördermenge
- Medientrennung (auf beiden Seiten Flüssigkeit)

Die Auslegung der Metallbälge des Speichers erfolgt in der Regel durch den Hersteller, da die Auslenkung des Metallbalges die Lebensdauer bestimmt.